# Néohespéridose
Le néohespéridose est un disaccharide. Il est notamment présent dans certaines hétérosides de flavonoïdes. Il est présent dans les espèces Citrus et Podocarpus. Ces hétérosides sont appelés néohespéridosides.

## Néohespéridosides
- Cyanidine-3-néohespéridoside
- Delphinidine-3-néohespéridoside
- Rhoifoline ou apigénine 7-O-néohespéridoside